# المنقح (النادرة)

تعديل مصدري - تعديل

المنقح هي إحدى قرى عزلة الفجرة بمديرية النادرة التابعة لمحافظة إب، بلغ تعداد سكانها 97 نسمة حسب تعداد اليمن لعام 2004.